# Храм Космы и Дамиана (Кокрять)
Храм святых бессребреников Космы и Дамиана Асийских — православный храм в селе Кокрять Старомайнского района Ульяновской области, был построен 1814 году. Памятник истории и культуры РФ.

## История
Первый деревянный храм с престолом в честь святых бессребреников Космы и Дамиана был построен в Кокряти в 1776 году. С его постройкой село стало называться Космодемьянским.
В 1814 году, на средства помещика Михаила Михайловича Наумова, в честь победы России над французами в Отечественной войне 1812 года, вместо деревянного храма, был построен каменный храм с одноимённым престолом. Здание храма выдержано в архитектурном стиле классицизма.
С 1883 года при храме начала действовать церковно-приходская школа.
В память о коронации императора Николая II с южной стороны трапезной части храма был возведён и освящён 4 июля 1899 года престол в честь Вознесения Господня. А в 1901 году с северной стороны трапезной части храма, на средства помещицы Екатерины Наумовой, был возведён и освящён 17 сентября 1901 года престол в честь святой великомученицы Екатерины.
В начале 1930 годов из закрытой церкви Михаила Архангела села Русский Юрткуль прихожане передали часть спасённых икон и церковное распятие в Козьмодемьянскую церковь.
В 30-е годы XX столетия власти неоднократно пытались закрыть храм. Унижению и репрессиям подверглись многие кокрятинцы. В 1930 году с Космодемьянского храма были сняты колокола. Перед войной храм отобрали у верующих и превратили в зернохранилище. Но в октябре 1946 года после непрекращающихся многочисленных обращений верующих Космодемьянский храм с. Кокряти был вновь открыт, и в нём начались богослужения.
В 80-е годы XX века на деньги местных жителей и владыки Иоанна (Снычёва), управлявшего епархией, был сделан капитальный ремонт: отремонтировано здание, восстановлен иконостас, расписан храм и поднят на колокольню единственный сохранившийся колокол.
Распоряжением Главы администрации Ульяновской области № 959-р от 29.07.1999 г. храм святых бессребреников Космы и Дамиана Асийских в с. Кокрять Старомайнского района Ульяновской области был включен в Государственный список недвижимых памятников истории и культуры Ульяновской области. А приказом Министерства искусства и культурной политики Ульяновской области от 04.04.2016 г. № 40 включён в Единый государственный реестр объектов культурного наследия (памятников истории и культуры) народов Российской Федерации. (Культурное наследие России / Ульяновская область /Старомайнский район: Церковь во имя святых Космы и Дамиана — 731610642070005).
В 2018 году начались восстановительные работы Космодемьянского храма.

## Святыни и реликвии
В храме хранятся следующие реликвии:
- икона священномученика Харалампия, епископа Магнезийского,
- ковчег с частицами мощей великомученика Пантелеимона,
- частица мощей преподобного Феодосия Кавказского,
- частица ризы благоверного князя Михаила Черниговского,
- частица гроба святителя Тихона, патриарха Московского,
- частица ризы с мощей преподобного Серафима Саровского.

## Духовенство и притч
- Священник Григорий Андреевич Степаницкий (с 5.11.1862 по 19.05.1889)[3][8].
- Священник Алексей Иванович Анонимов (с 1889 по 1892)[8].
- с 1892 года приходским священником был Феофан Алексеевич Ставропольский[9].
- В 1933 году были арестованы Балахонцева Мария, Гришина Анна — обе монашки, псаломщик Данилин Иван Фёдорович; в 1936 году арестован Заболотнов Пётр Андреевич, в 1937 году — Агров Владимир Иванович, все служители религиозного культа[8][10].
- отец Алексей Слободкин (в 1940-х гг.)[11].
- Священник Наум (с 1960 г.).
- На 2013 год священнослужители отец Константин и иерей Владимир Ефремов[12], псаломщица, управляющая клиросом Мария Петровна Портянкина[13].
- иеромонах Тихон (Владимир Ефремов) (1997—2017)[3].
- На 2018 год — протоиерей Павел Боцко, штатным священником — протоиерей Игорь Шлыков[5]. Староста Ольга Борисовна Ловчева.
- На 2023 год — Храм окормляет священник Сергий Исаков, настоятель Богородице-Боголюбского храма с. Ивановка Старомайнского района[14].

## Престольные праздники
- Косма и Дамиан Асийские, мученики — 14 июля
- Вознесение Господне — 40-й день после Пасхи
- Екатерина Александрийская, великомученица — 7 декабря

## Галерея

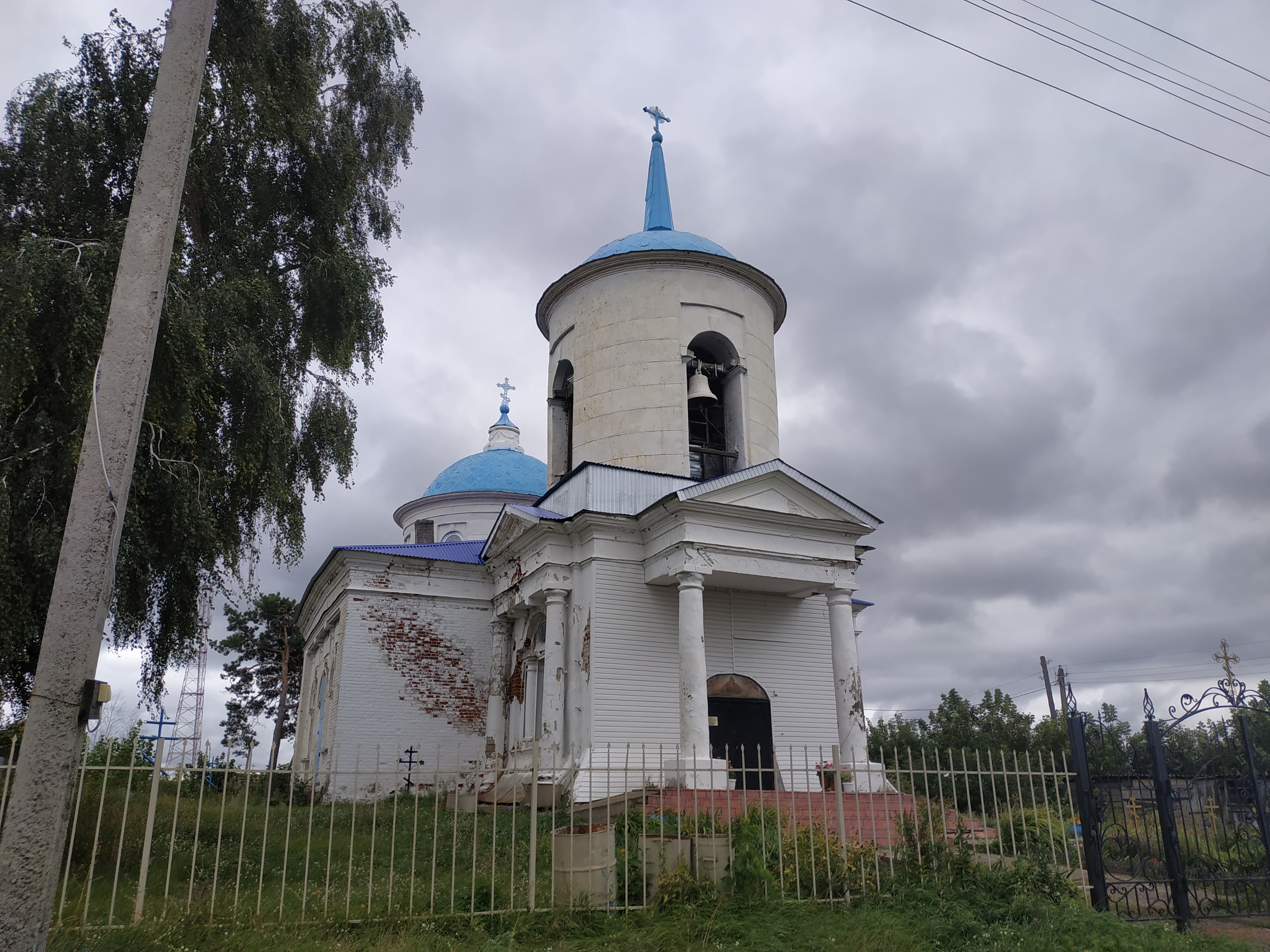
Космодемьянская церковь (2022)
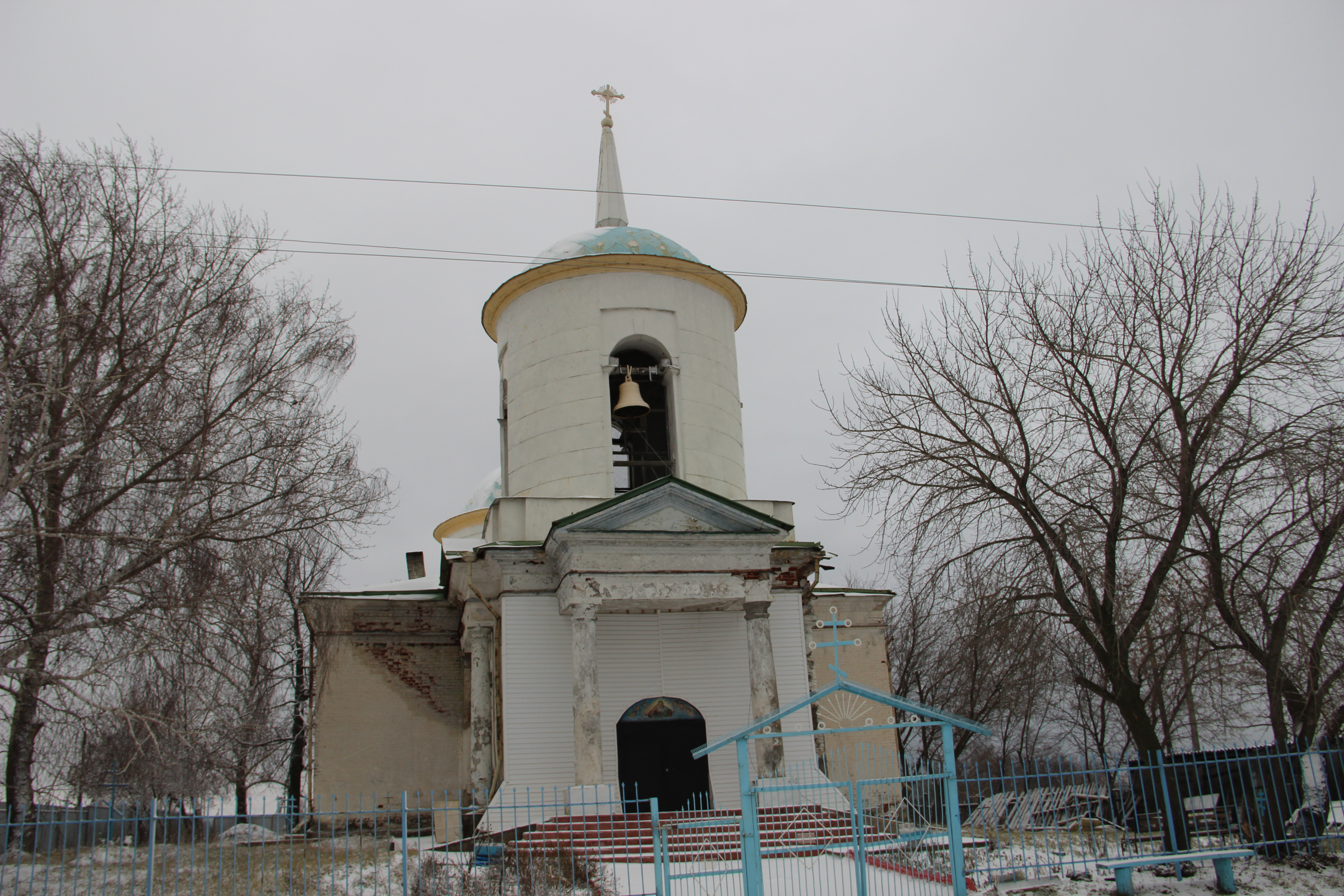
Колокольня храма в честь святых бессребреников и чудотворцев Космы и Дамиана (2013)
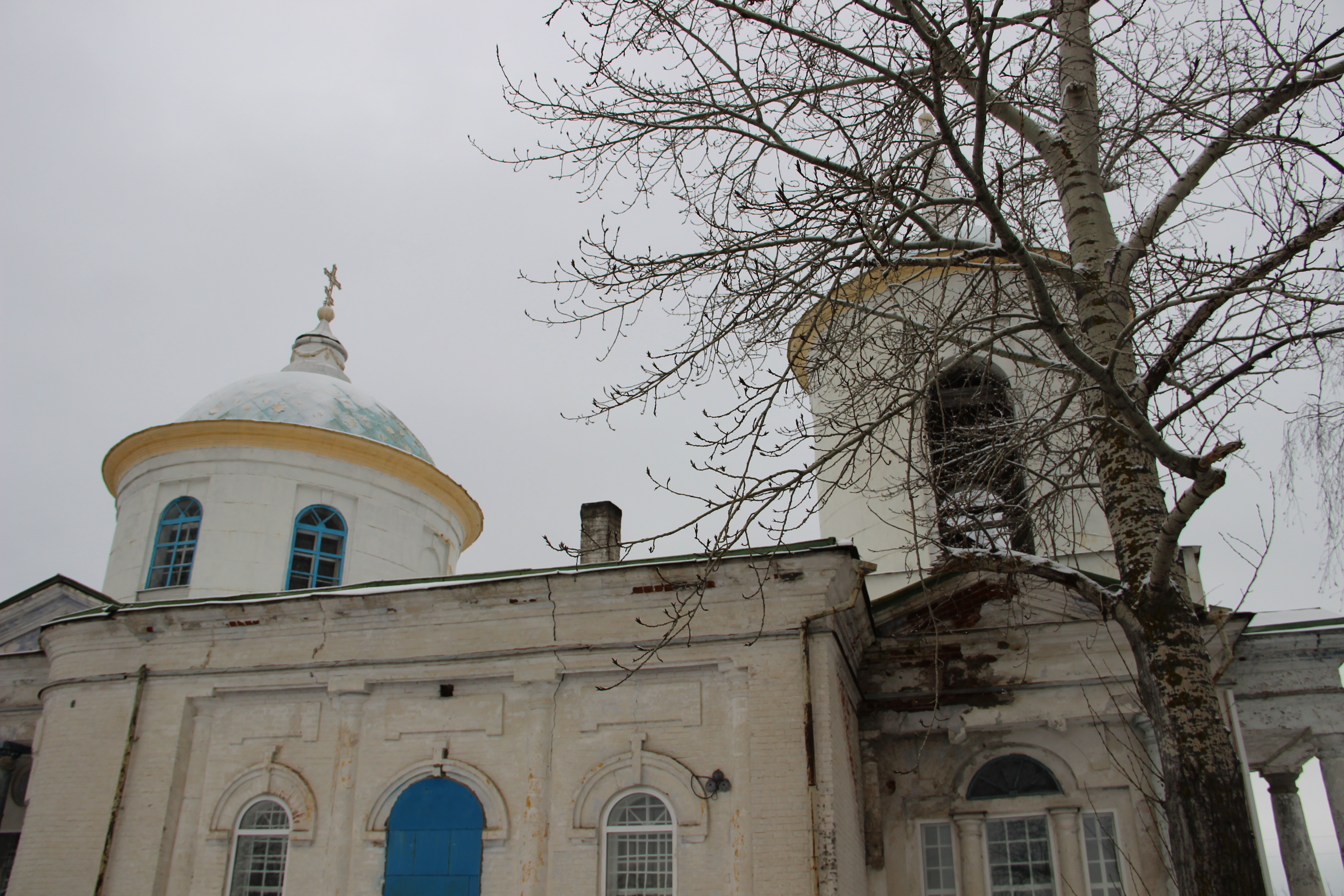
Храм в честь святых бессребреников и чудотворцев Космы и Дамиана (2013)
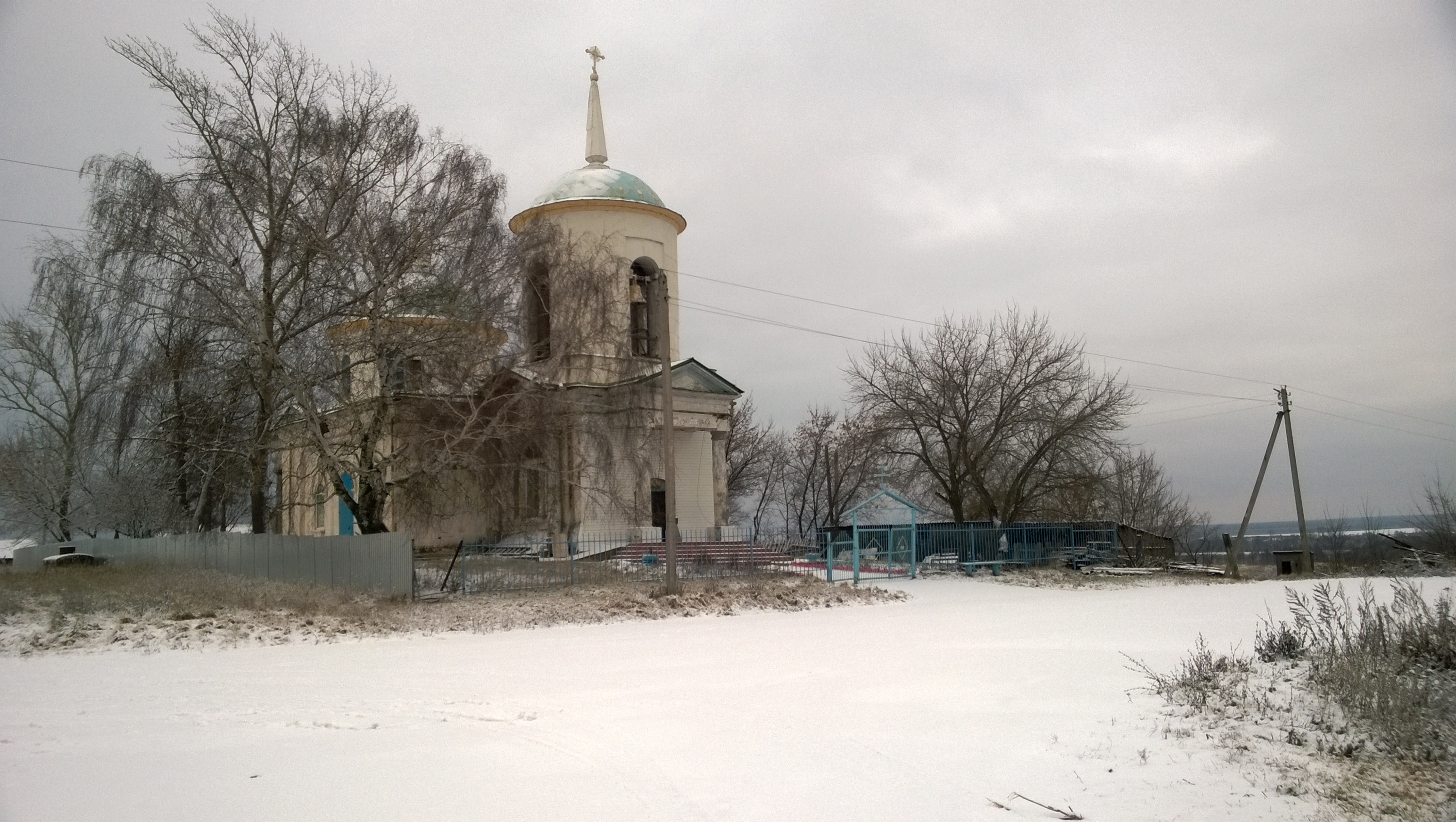
Вид на храм с центральной площади (2013)
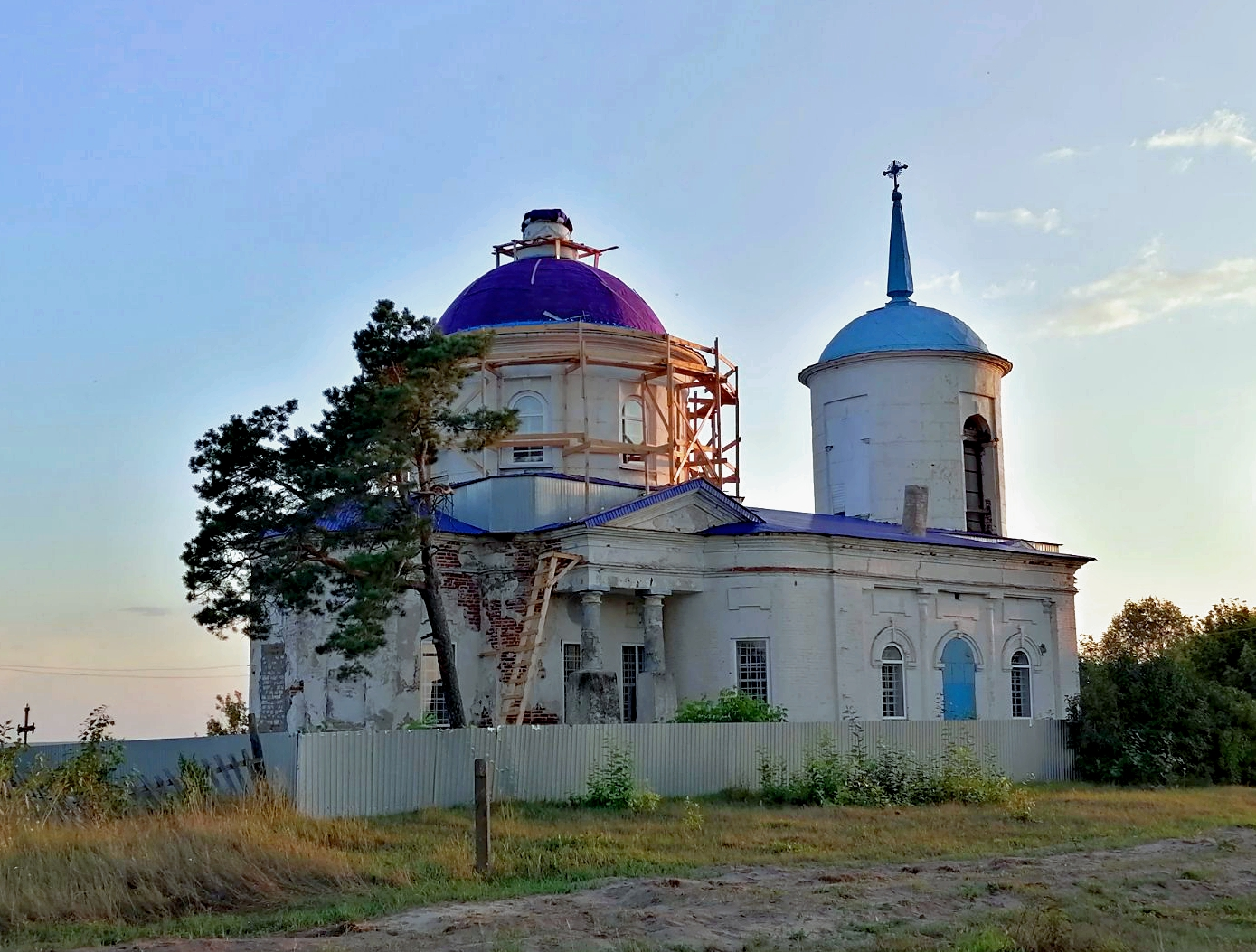
Храм Космы и Дамиана (2023)
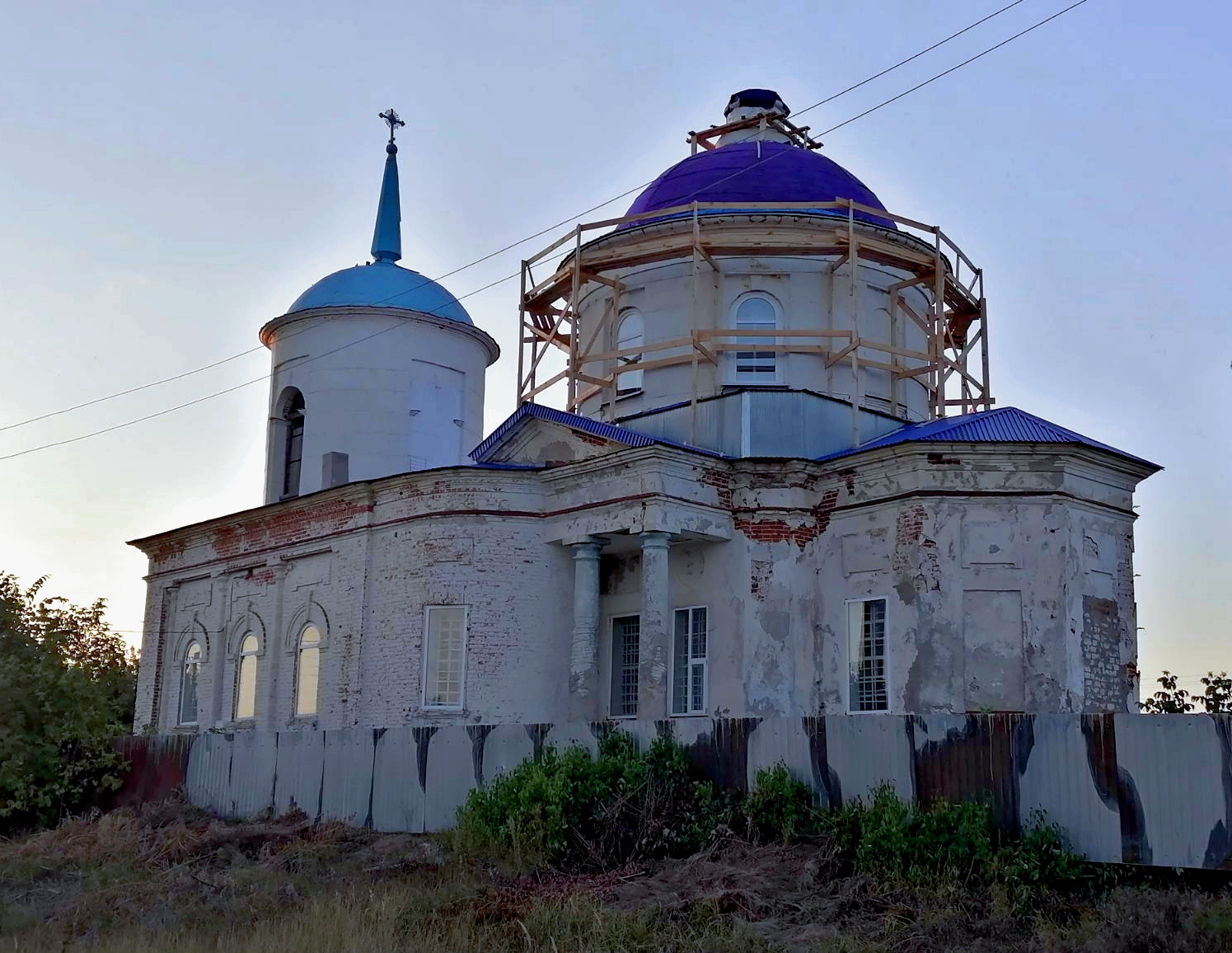
Храм Космы и Дамиана (2023)
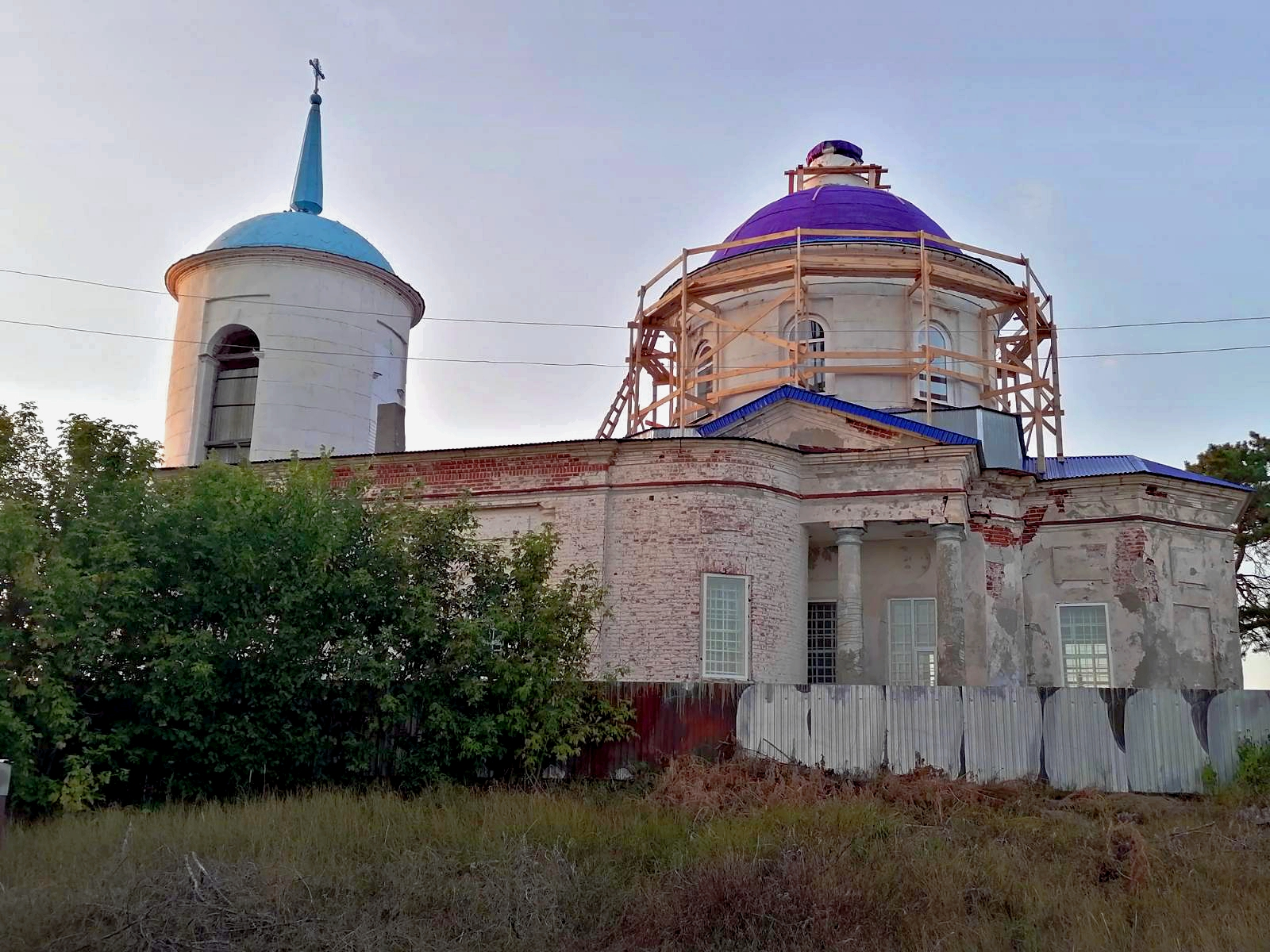
Храм Космы и Дамиана (2023)
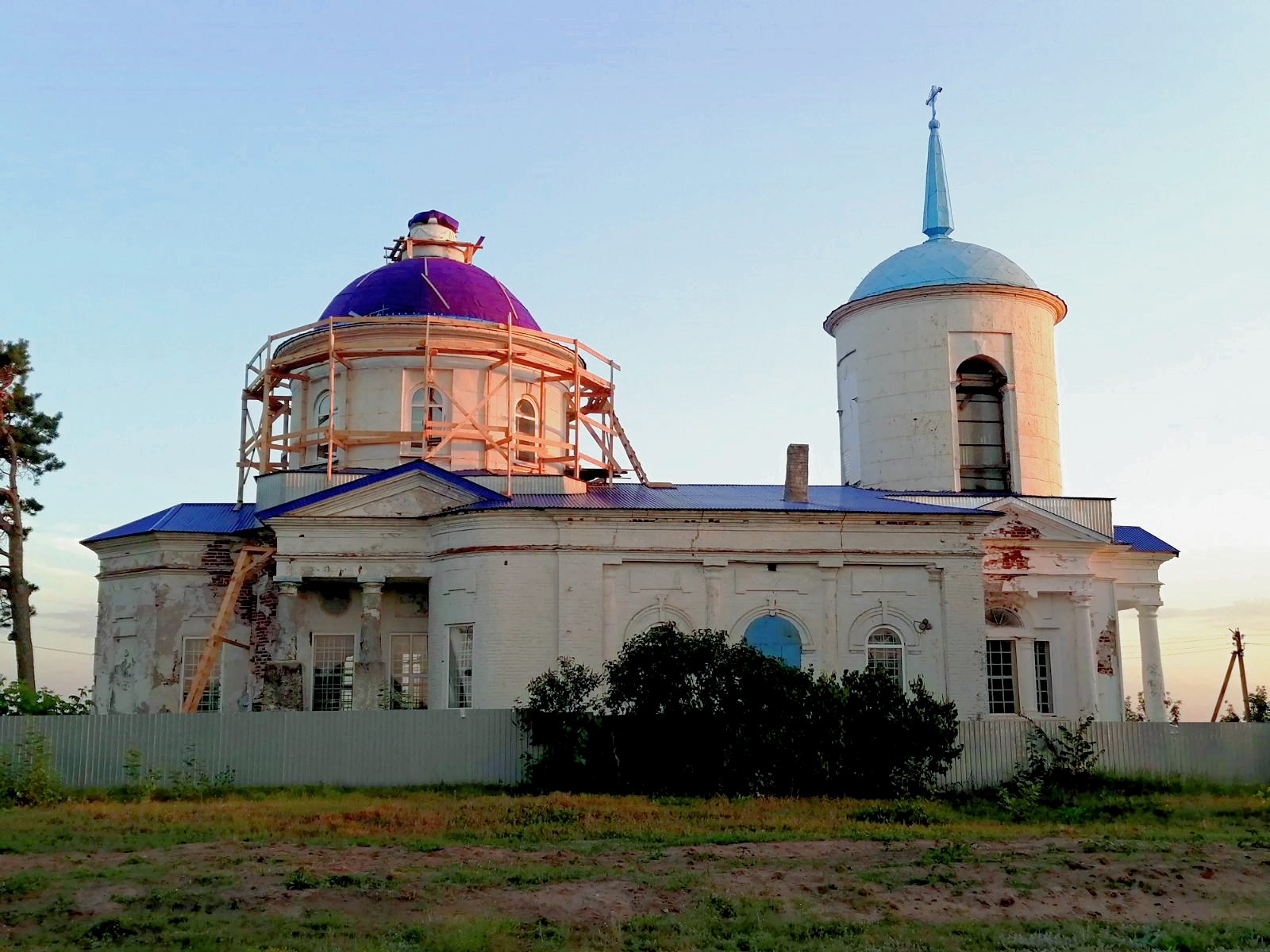
Храм Космы и Дамиана (2023)
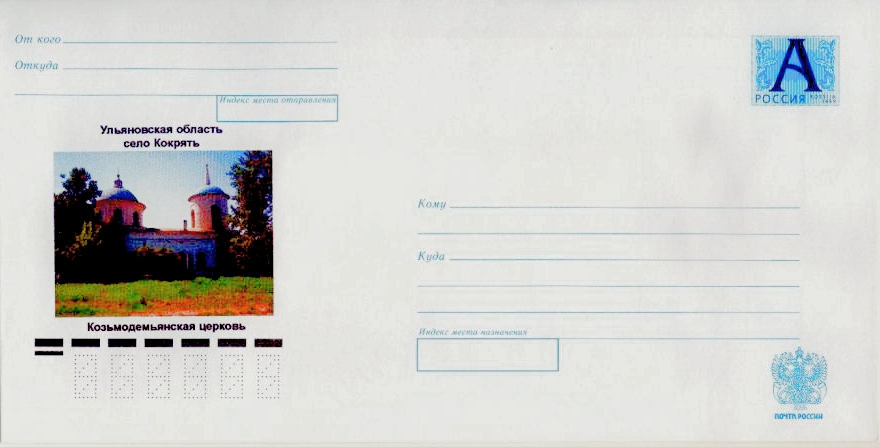
ХМК РФ 2007. Ульяновская область с. Кокрять. Козьмодемьянская церковь.